# Старое Юреево
Старое Юреево (чув. Кивьял, Ысмах) — село в Кошкинском районе Самарской области. Входит в состав сельского поселения Новая Кармала.

## География
Село Старое Юреево расположено на левом берегу реки Кармала в 170 км от областного центра — г. Самара и 25 км от районного центра села Кошки.
Граничит с поселениями Старая Кармала, Новая Кармала, Ульяновка и Старое Фейзуллово.

## Население
| 2010 |
| ---- |
| 453  |

## История
Село Старое Юреево возникло, как чувашские выселки из мордовско-чувашского села Кармалы(основанного в 1693 году, ныне село Старая Кармала). 
Первоначальное место селения было в районе нынешнего села Старое Фейзуллово, «кивъял».
«Старое место», называемое в народе «ысмах» (значение слова неясно). Предположительно "ысмах" значит черпак, половник или крестец. Ещё одно диалектное значение слова ысмах - это "обвислый, вялый, свисающий" и видимо относится к топониму. Расположено было в лесу, и там, по рассказам старожилов, ещё сохранились следы бывших домов, места погребов и т. д. 
На 1710 год числится 26 дворов.

На 1716 год, после набега башкир, деревня отмечена как пустая, население уведено в плен. 

С 1747 года — вновь заселённая.

Однако, в 1750-1760 годах из-за частых нападений кочевников, юреевцы вынуждены были переселиться на новое место и обосноваться на речке Кармале(2-3 километра севернее), рядом с мордовской деревней Новая Кармала.

По переписи 1762 г. зафиксирована как деревня Яреево.

Ведомость Симбирского наместничества 1780 года по Самарскому уезду (недоступная ссылка — история). дает такую информацию:
| Селении составляющие Самарской уезд по правой стороне Волги называемой Луке Самарской                                      | число в них душ ревизских | во скольких селении сіи верстах от Синбирска | во скольких селении сіи верстах от Самары | Число душ ревизских, ис которых они прежних уездов, в уезд сей Самарской вошли |
| --- | ------------------------- | -------------------------------------------- | ----------------------------------------- | ------------------------------------------------------------------------------ |
| Село Богоявленское, Старые и Новые Кармалы тож, крещеной мордвы, крещеных чуваш, Сии два под № 104 и 105 при речке Кармале | 0 249 53                  | 130 0                                        | 148 0                                     | Из Ставропольскова уезда                                                       |

На карте 1792 г. vfl.ru. Дата обращения: 11 марта 2023. обозначена, как единый с Новой Кармалой населённый пункт — Юреевакармала
В 1910 году — 180 дворов, 1162 жителя, все чуваши, бывшие удельные, 1770 десятин надельной земли, церковно-приходская школа, ветряная и паровая мельницы. 

В 1917—1928 гг. — волостной центр. 

В 1930—50-е гг. — центр сельсовета. 

На 1955 г. — население 1184 чел. 

На 2000 г. — 210 дворов, 550 чел., сельский дом культуры. 

На 2009 г. — 180 дворов, 485 чел..

## Этимология топонима
Этимология слова Юрай - от корня "юр - снег" и "ай - низина". Есть также народная версия, происхождение от имени Юркка - это имя часто давали детям родившихся с первым снегом (к примеру в октябре или ноябре) созвучно с русским Юра и от нево фамилия Юрьев, Юреев.